# Rosa Aguilar

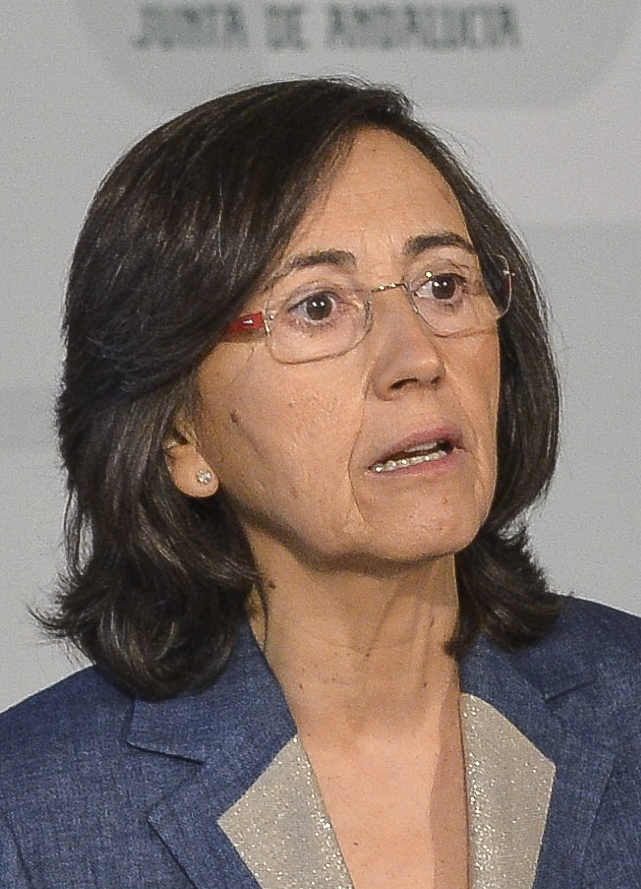
Rosa Aguilar

Joaquina Rosa Aguilar Rivero (* 7. Juli 1957 in Córdoba) ist eine parteilose spanische Politikerin. Sie war unter anderem von 1999 bis 2009 Bürgermeisterin von Córdoba für die Partei Izquierda Unida (IU) und vom 21. Oktober 2010 bis zum Dezember 2011 Umweltministerin im Kabinett Zapatero II.

## Laufbahn
Rosa Aguilar studierte von 1974 bis 1980 Rechtswissenschaften am Colegio Universitario de Córdoba und der Universität Sevilla. 1974 trat sie auch in die Kommunistische Partei Spaniens (PCE) ein, die zu dieser Zeit noch von der Franco-Diktatur verboten war. 1978, nach deren Legalisierung im Zug der spanischen Demokratisierung, wurde sie Mitglied der Gewerkschaft Comisiones Obreras. Nach Abschluss ihres Studiums arbeitete sie zunächst in der Rechtsabteilung der Gewerkschaft, 1985 gründete sie zusammen mit einigen Kollegen eine Anwaltskanzlei, die sich auf Handels-, Arbeits- und Eherechtsfragen spezialisierte.
1987 verließ Aguilar diese Kanzlei, nachdem sie bei der Kommunalwahl für Izquierda Unida, in der die PCE inzwischen aufgegangen war, in den Stadtrat von Córdoba gewählt worden war. Diesem gehörte sie bis 1991 an. 1990 bis 1993 war sie zudem Abgeordnete im Regionalparlament von Andalusien. Bei den spanischen Parlamentswahlen 1993 wurde sie schließlich in den Congreso de los Diputados gewählt, dem sie bis zu den Parlamentswahlen im Jahr 2000 angehörte.

### Bürgermeisterin von Córdoba
1999 wurde Aguilar Bürgermeisterin von Córdoba nach einem lokalen Koalitionsabkommen zwischen IU und der sozialdemokratischen PSOE. Bei der Kommunalwahl hatte IU neun, die PSOE sechs Sitze im Stadtrat erhalten, womit sie zusammen die 14 Abgeordneten der konservativen PP knapp übertrafen. Vier Jahre später erzielte IU bei der Kommunalwahl 41,8 % der Stimmen und dreizehn Abgeordnete (gegenüber zwölf der PP und vier der PSOE). Aguilar richtete daraufhin eine von der PSOE tolerierte Minderheitsregierung allein der IU ein, ein Novum in der spanischen Politik. 2007 sank IU wieder auf 35,5 % und elf Sitze im Stadtrat (gegenüber vierzehn der PP und vier der PSOE), woraufhin Aguilar wieder eine Koalition mit der PSOE schloss. Ab 2003 war sie zweite Vizepräsidentin der Federación Española de Municipios y Provincias, des spanischen Städtetags.
Durch ihre kommunalen Wahlerfolge wurde Aguilar zu einer der bekanntesten Persönlichkeiten ihrer Partei. Im Parteivorstand war sie für institutionelle Beziehungen zuständig und gehörte zum gemäßigten Flügel, der Parteikoordinator Gaspar Llamazares gegen die eher antikapitalistisch ausgerichteten Parteiströmungen unterstützte. Zugleich nahm sie immer wieder auch kritische Positionen gegenüber der IU-Politik ein. So kritisierte sie die regionale Koalition des baskischen IU-Verbandes Ezker Batua mit der gemäßigten baskisch-nationalistischen PNV unter Juan José Ibarretxe oder die Teilnahme von Ezker Batua an der Stadtregierung von Mondragón unter Führung der ETA-nahen Partei ANV nach 2007. Zudem kritisierte sie, dass IU den EU-Verfassungsvertrag ablehnte, und erklärte als einziges bekanntes IU-Mitglied ihre Unterstützung für die in Spanien existierende Staatsform der parlamentarischen Monarchie.
Nach den schlechten Ergebnissen der IU bei den spanischen Parlamentswahlen 2008 galt Aguilar als eine mögliche Nachfolgerin des zurückgetretenen Gaspar Llamazares. Angesichts von Auseinandersetzungen mit dem linken Parteiflügel, die eine Mehrheit unwahrscheinlich erscheinen ließen, verzichtete sie jedoch auf eine Kandidatur und behielt ihren Posten als Parteisekretärin für institutionelle Beziehungen.

### Mitglied der andalusischen Regierung
Am 23. April 2009 trat Aguilar überraschend aus der IU aus, um als Unabhängige das Ministeramt für Öffentliche Bauten und Verkehr in der von der PSOE mit absoluter Mehrheit allein geführten andalusischen Regionalregierung anzunehmen. Kurz zuvor hatte José Antonio Griñán Manuel Chaves als Regionalpräsident abgelöst. Aguilars Entscheidung löste heftige Kritik der IU-Parteiführung aus.

### Spanische Umweltministerin
Am 21. Oktober 2010 wurde Aguilar von José Luis Rodríguez Zapatero (PSOE) bei einer Kabinettsumbildung zur spanischen Umweltministerin berufen. In diesem Amt folgte sie Elena Espinosa nach. Ihre Amtszeit endete am 25. Dezember 2011. Danach war sie von 2011 bis 2015 Mitglied der sozialistischen Fraktion im Congreso de los Diputados.

### Mitglied der andalusischen Regierung
Im Juni 2015 wurde sie unter Rosa Diaz (PSOE) Ministerin für Kultur.

### Rückzug aus der Politik
Am 21. April 2022 erklärte sie ihren Rückzug aus der Politik.